# Estação Plaza Universidad
A Estação Plaza Universidad é uma das estações do VLT de Guadalajara, situada em Guadalajara, entre a Estação Juárez e a Estação San Juan de Dios. Administrada pelo Sistema de Tren Eléctrico Urbano (SITEUR), faz parte da Linha 2.
Foi inaugurada em 1º de julho de 1994. Localiza-se no cruzamento da Avenida Juárez com a Rua Cólon. Atende o centro da cidade.